# Pamela Adie
Pamela Adie (nascida Biwom Pamela Adie; em 15 de abril de 1984, em Calabar, na Nigéria) é uma nigeriana ativista dos direitos LGBT, palestrante, roteirista e cineasta. Pamela é aclamada como uma oradora pública proeminente que defende a comunidade LGBTQ e frequentemente levanta sua voz para fortalecer a comunidade LGBTQ na Nigéria. Sua pesquisa e trabalhos sobre os direitos LGBT na Nigéria foram apresentados em várias séries de antologia LGBT. Ela ganhou destaque com sua estréia na direção de Under the Rainbow, que reflete suas memórias pessoais. Seu empreendimento de produção Ìfé é considerado o primeiro filme lésbico da Nigéria. Ela é diretora executiva da organização não-governamental Equality Hub.

## Biografia
Embora fosse casada com um homem, ela revelou que é abertamente lésbica em um anúncio feito em 2011 após discutir com seus familiares. Ela vem de Calabar, no estado de Cross River, na Nigéria.

## Carreira
Pamela fez seu MBA na Universidade de Webster, na cidade de Webster Groves, Missouri, nos Estados Unidos, e concluiu seu mestrado na Universidade de Baltimore, no estado de Maryland, Estados Unidos. Ela obteve seu diploma de bacharel em administração de empresas pela Universidade de Wisconsin-Superior. Ela seguiu sua carreira como defensora dos direitos LGBT e se tornou oficialmente a primeira ativista lésbica da Nigéria. Ela também participou do Fórum Econômico Mundial em 2017 e falou na edição inaugural do "Meet Leading LGBT Rights Activists". No fórum, ela também abordou a importância da inclusão de pessoas LGBT no ambiente de trabalho.
Ela escreveu, dirigiu e produziu o primeiro documentário com foco em lésbicas da Nigéria, intitulado Under the Rainbow (2019), que se concentra principalmente em sua vida pessoal. Em 2019, ela foi indicada e selecionada entre dez indicados para a edição inaugural do Prêmio Mary Chirwa, iniciado em 2018. Ela recebeu a sua indicação em reconhecimento à sua liderança corajosa.

### Ìfé
Ela anunciou sua intenção de fazer um longa-metragem sobre a comunidade lésbica na Nigéria e produziu executivamente o filme Ìfé (em português: Amor). A produção do filme tornou-se polêmica devido à proibição do governo de trabalhos relacionados a lésbicas. O projeto foi iniciado em conjunto por Uyaiedu Ikpe-Etim e Pamela Adie em colaboração com o Equality Hub. O filme é considerado o primeiro longa-metragem lésbico da Nigéria e as preocupações com a censura também surgiram devido ao gênero do filme. No entanto, o lançamento do filme está atrasado devido a problemas de censura e Pamila Adie junto com o diretor do filme foram ameaçados pelas autoridades de possível prisão após o surgimento de denúncias sobre a tentativa dos cineastas de lançar o filme internacionalmente.